# Windows Live Mesh
Windows Live Mesh (tiền thân là Windows Live FolderShare, Live Mesh và Windows Live Sync) là một ứng dụng đồng bộ hóa tập tin dựa trên Internet dùng miễn phí do hãng Microsoft thiết kế cho phép các tập tin và thư mục giữa hai hoặc nhiều máy tính đồng bộ với nhau trên máy tính Windows (Vista trở lên) và Mac OS X (v. 10.5 Leopard trở lên, chỉ dành cho bộ xử lý Intel) hoặc Web qua SkyDrive. Windows Live Mesh cũng cho phép truy cập máy tính để bàn từ xa thông qua Internet.
Windows Live Mesh là một phần của bộ phần mềm Windows Live Essentials 2011. Tuy nhiên ứng dụng này đã được thay thế bằng ứng dụng SkyDrive dành cho Windows trong Windows Essentials 2012 và sau là OneDrive trong Windows 8/8.1/10. Microsoft thông báo vào ngày 13 tháng 12 năm 2012 rằng Windows Live Mesh chính thức ngừng hoạt động vào ngày 13 tháng 2 năm 2013.